# Tidslinje över Förintelsen i Norge
Detta är en tidslinje över Förintelsen i Norge i detalj.
| Datum                                                      | Händelse |
| ---------------------------------------------------------- | --- |
| 17 maj 1933; för 91 år, 9 månader och 22 dagar sedan       | Vidkun Quisling grundar det politiska partiet Nasjonal Samling                                                                              |
| 7 februari 1939; för 86 år, 1 månad och 4 dagar sedan      | Quisling ger ett tal om den "judiska faran"                                                                                                 |
| 9 april 1940; för 84 år, 11 månader och 2 dagar sedan      | Operation Weserübung; det tyska rikets invasion och ockupation av Norge                                                                     |
| 10 april 1940; för 84 år, 11 månader och 1 dag sedan       | Gestapo anländer till Haugesund för att gripa Moritz Rabinowitz                                                                             |
| 18 april 1940; för 84 år, 10 månader och 21 dagar sedan    | Adolf Hitler förklarar Norge som ett "fientligt land" som kan utnyttjas fritt                                                               |
| 24 april 1940; för 84 år, 10 månader och 15 dagar sedan    | Hitler utser Josef Terboven som Rikskommissarie, som i princip innebar oinskränkta befogenheter                                             |
| 10 maj 1940; för 84 år, 10 månader och 1 dag sedan         | Alla radioapparater i judarnas besittning beordras att konfiskeras                                                                          |
| 25 september 1940; för 84 år, 5 månader och 14 dagar sedan | Terboven talar till det norska folket och lovar tolerans mot alla religioner                                                                |
| 4 december 1940; för 84 år, 3 månader och 7 dagar sedan    | Rabinowitz arresteras av Gestapo |
| 16 januari 1941; för 84 år, 1 månad och 23 dagar sedan     | Ett bråk bryter ut i Bergen när nazisterna försöker förhindra Ernst Glaser från att uppträda                                                |
| 1 mars 1941; för 84 år och 10 dagar sedan                  | Benjamin Bild arresteras i Kjeller |
| 21 april 1941; för 83 år, 10 månader och 18 dagar sedan    | Synagogan i Trondheim stängs och vandaliseras                                                                                               |
| 23 juni 1941; för 83 år, 8 månader och 16 dagar sedan      | Ett dekret utfärdas som förbjuder judar att utöva sin religion                                                                              |
| 10 oktober 1941; för 83 år, 5 månader och 1 dag sedan      | Alla judar i Norge beordras att lämna in sina legitimationshandlingar så de kan stämplas med bosktaven "J"                                  |
| 26 december 1941; för 83 år, 2 månader och 13 dagar sedan  | Bild dör i Gross-Rosen |
| 22 januari 1942; för 83 år, 1 månad och 17 dagar sedan     | "Rasiska" definitioner av den judiska identiteten formaliseras                                                                              |
| 28 januari 1942; för 83 år, 1 månad och 11 dagar sedan     | Hellmuth Reinhard anländer till Norge för att ta över Gestapo                                                                               |
| 1 februari 1942; för 83 år, 1 månad och 10 dagar sedan     | Quisling hävdar att den andra paragrafen i den norska konstitutionens sista klausul är tillbaka i kraft, som förbjuder alla judar i Norge   |
| 6 februari 1942; för 83 år, 1 månad och 5 dagar sedan      | Alla judar beordras att fylla i frågeformulär                                                                                               |
| 27 februari 1942; för 83 år och 12 dagar sedan             | Rabinowitz misshandlas till döds i Sachsenhausen                                                                                            |
| 7 mars 1942; för 83 år och 4 dagar sedan                   | Fyra judiska nordmän avrättas i Falstad för påhittade anklagelser                                                                           |
| 21 augusti 1942; för 82 år, 6 månader och 18 dagar sedan   | Nio judar arresterades i Nærsnes, utanför Oslo                                                                                              |
| 6 oktober 1942; för 82 år, 5 månader och 5 dagar sedan     | Krigslagar förklaras i Trondheim; 34 norrmän mördas och alla judiska män över 15 år anhålls; kvinnor och barn flyttades till två lägenheter |
| 7 oktober 1942; för 82 år, 5 månader och 4 dagar sedan     | Halldis Neegaard Østbye skriver ett brev till Quisling och föreslår att judarna ska dödas "snabbt och smärtfritt"                           |
| 22 oktober 1942; för 82 år, 4 månader och 17 dagar sedan   | Arne Hvam sköts av en medlem ur det norska motståndsrörelsen under smugglingen av judar ur Norge; en jakt i hela Østfold följer             |
| 26 oktober 1942; för 82 år, 4 månader och 13 dagar sedan   | Judiska män över 15 arresteras; alla judiska egendomar konfiskeras                                                                          |
| 27 oktober 1942; för 82 år, 4 månader och 12 dagar sedan   | Rakel och Jacob Feldmann dödas av gränspiloter vid Skrikerudtjern                                                                           |
| 10 november 1942; för 82 år, 4 månader och 1 dag sedan     | Sju biskopar från den norska kyrkan skickar ett brev till Quisling och protesterar mot förföljelserna av judarna                            |
| 13 november 1942; för 82 år, 3 månader och 26 dagar sedan  | Tre judiska fångar sköts i Falstad |
| 19 november 1942; för 82 år, 3 månader och 20 dagar sedan  | MS Monte Rosa seglar till Hamburg med 21 judiska deporterade; ingen överlever                                                               |
| 25 november 1942; för 82 år, 3 månader och 14 dagar sedan  | SS Donau är rekvirerad för transport av judar från Norge                                                                                    |
| 26 november 1942; för 82 år, 3 månader och 13 dagar sedan  | 540 judiska män, kvinnor och barn går ombord på SS Donau, på väg mot Stettin                                                                |
| 26 november 1942; för 82 år, 3 månader och 13 dagar sedan  | MS Monte Rosa seglar till Hamburg med 26 judiska deporterade; 2 överlever                                                                   |
| 1 december 1942; för 82 år, 3 månader och 10 dagar sedan   | Fångarna på SS Donau anländer till Auschwitz; de flesta skickas till gaskamrarna omedelbart                                                 |
| 20 januari 1943; för 82 år, 1 månad och 19 dagar sedan     | Kända norrmän i Sverige uppmanar den brittiska regeringen att ingripa för att rädda norska judar; de avvisas                                |
| 24 februari 1943; för 82 år och 15 dagar sedan             | MS Gotenland seglar till Stettin med 158 judiska fångar; 6 överlever                                                                        |
| 3 mars 1943; för 82 år och 15 dagar sedan                  | Fångarna på MS Gotenland anländer till Auschwitz; de flesta skickas till gaskamrarna omedelbart                                             |
| 8 maj 1945; för 79 år, 10 månader och 3 dagar sedan        | Norge befrias |
| 30 maj 1945; för 79 år, 9 månader och 9 dagar sedan        | Fem av de norska överlevande från Förintelsen återvänder till Norge                                                                         |
| 31 augusti 1945; för 79 år, 6 månader och 8 dagar sedan    | En minnesstund hölls för offren i synagogan i Oslo                                                                                          |
| 14 oktober 1947; för 77 år, 4 månader och 25 dagar sedan   | Synagogan i Trondheim återinvigs |
| 1 november 1948; för 76 år, 4 månader och 10 dagar sedan   | Ett monument avtäcktes på Helsfyr-kyrkogården i Oslo                                                                                        |
| 6 maj 1986; för 38 år, 10 månader och 5 dagar sedan        | Ett monument som hedrar Moritz Rabinowitz avtäcks i Haugesund                                                                               |
| 23 november 1997; för 28 år, 1 månad och 16 dagar sedan    | Skarpneskommissionen lägger fram en rapport om de ekonomiska förlusterna till det norska parlamentet                                        |
| 23 augusti 2006; för 18 år, 6 månader och 16 dagar sedan   | Norska centrumet om studier av Förintelsen och religiösa minoriteter öppnar i Oslo                                                          |
| 7 oktober 2006; för 18 år, 5 månader och 4 dagar sedan     | Falstadsenteret öppnar |